# 拯救马来西亚集会：推倒安华
拯救马来西亚集会：推倒安华，简称倒安华集会，是于2025年7月26日在马来西亚首都吉隆坡举行的示威集会，旨在表达公众对第10任首相安华·依布拉欣与其领导政府的不满。

## 背景

### 都市更新法
2025年2月21日，马来西亚房屋及地方政府部所属机构城市及乡村规划局（Jabatan Perancangan Bandar dan Desa，简称「MYPlan」）在政府公众咨询网站上发布《城市更新法》提案草案。该法案首次由首相兼财政部长安华于2023年10月13日为其2024年马来西亚预算案演讲中宣布，也是安华政府首次提出制定城市更新或重建新法的建议，之后由房屋及地方政府部长倪可敏在2024年5月14日重申该建议。
《城市更新法》提案为三种类型的建筑物提供改造和监督的框架，包括改变现有场地的物理状况、修缮破旧或废弃的建筑物或升级基础设施、改造建筑物的开发和美化，并定期检查建筑物的年龄。该法案适用于马来西亚半岛及联邦直辖区，但不适用于《2005年国家遗产法》规定的保护区。《城市更新法》亦适用根据《1976年地方政府法令》第2条文下的「建筑物年龄」，它规定开发商或管理公司的建筑物，在造成环境滋扰或影响居民安全的情况下，都适用于地方政府法令的强制性要求。另外，法案设置分级同意门槛，建筑物年龄少于30年，需要80%的业主表示同意后才能开始谈判、对于年龄超过30年的建筑物，必须获得75%的业主同意、对于废弃和破败的建筑物，只需获得51%的业主同意。《城市更新法》亦规定联邦政府与各州属将分別成立两个所属的执行委员会，负责审议并批准开发商提交的城市更新项目实施提案，以及监督本州城市的更新项目。

### 相关反应
《城市更新法》因其对城市贫民的潜在影响而引发争议，同时法案亦将业主同意的门槛从100%降至80%，引发轩然大波。支持法案方面的意见认为，该法案的主要优势在于它能够确保旧建筑得到升级改造，从而提升社区生活质量。部分国会议员与居民代理组织则认为，该法案意味着只要大多数的业主同意，少数业主的权益就会被牺牲，被交给富裕的发展商，并在重建方面缺乏保障。
大学与建筑学者亦对新法案的影响表示担忧，指出居民可否负担得起重建完成后的维护费用和房产价值的上涨将增加房产税的支付，以及政府缺乏为低收入阶层的业主提供保障措施。泰莱大学客座教授兼马来西亚城市设计学院 （Perekabandar）院长Shuhana Shamsuddin指出，新法案似乎是为了开发商推动的，认为开发商不会保护当地业主，是他们感到焦虑的原因。当地居民亦担心他们的房屋会被拆除，取而代之的是他们负担不起的高楼大厦，并引用因应发展而拆除具民族特色的社区，认为城市更新不应该抹去身份认同。拯救吉隆坡（SKL）主席M阿里则认为，即使只有1%的人不同意出售房产，当局也应该尊重他们的决定。
《城市更新法》促成伊斯兰党计划在2025年6月14日在巴生谷举行抗议活动。5月3日，伊斯兰党青年团团长阿夫南哈米米声称，该法案可能会损害弱势群体的利益，使他们面临失去家园的风险，并破坏长期存在的社区。伊斯兰党青年团表示，他们并不拒绝可行且包容的城市重建原则，强调任何城市更新法案的实施都必须公平、透明，绝不能为了既得利益而牺牲原住居民的权利。6月14日，伊斯兰党青年团就安华领导的昌明政府决策引发诸多问题，宣布原定的反对「城市更新法集会」将改为「倒安华·依布拉欣集会」，并于2025年7月26日举行。阿夫南哈米米坚称，举办集会这并非党派问题，而是国家未来的问题。他相信，安华政府中仍有许多人有能力更好地领导国家，前提是其主要领导人需要立即更换。

### 法令违宪裁决
2025年7月1日，以联邦法院首席大法官东姑麦润为首的五司一致裁定，《2012年和平集会法令》第9(5)条对基本自由构成不成比例的干预，超出联邦宪法第10(1)(b)条款所允许的限制范围该条规定，违反了宪法所保障的言论、集会和结社自由。该条款规定，如果组织者未能在计划集会前5天向警方发出通知，将被处以不超过10,000令吉的罚款。东姑麦润指出，该条款是「过度干预」，相当于禁止而非对集会自由施加的「合理限制」。
内政部长赛夫丁纳苏迪安随着在布城记者会上宣布，他将在本月举行的国会会议上提交对《2012年和平集会法令》（第736号法案）第11条的修正案，并称政府将暂停执行法令第11条，即主办方须先获得场地业主或使用者同意的规定，以便修订相关法令。赛夫丁也针对《2012年和平集会法》第9(5)条的一项条款违宪作出表示，内政部承认该裁决，并将仔细审查，以采取适当行动，确保其符合《联邦宪法》并与联邦法院的裁决相一致。

## 准备

### 706莎阿南示威丶714司法宮游行示威
2025年7月6日，伊斯兰党与公民组织在莎阿南举办一次示威集会，旨在抗议绝物价上涨，及销售与服务税（SST）自7月1日起扩大征税范围。伊斯兰党青年部副部长哈尼夫·贾马鲁丁表示，此次抗议活动规模较小，旨在提高公众对7月26日在独立广场举行大型集会的认识并希望以此向首相安华·依布拉欣发出清晰而响亮的信号，促使其辞职。
2025年7月14日，伊斯兰党参与布城司法宫正义之行游行示威。伊斯兰党秘书长达基尤丁哈山指出，由马来西亚律师公会组织的捍卫司法独立的集会与其伊斯兰党于7月26日举办的「倒安华集会」有相似的目标，即捍卫司法独立。

### 成立集会秘书处和召集参与者
2025年7月12日，伊斯兰党宣布计划于7月26日在吉隆坡举办名为「拯救马来西亚集会：推倒安华」（Himpunan Selamatkan Malaysia: Turun Anwar）集会。伊斯兰党秘书长达基尤丁哈山在新闻发布会上表示，预计集会能吸引超过5万人参加，以此表明人民正在不满首相安华·依布拉欣领导的政府的失败，并指伊斯兰党正在全国各个层面积极动员支持者参与。塔基尤丁指出，随着联邦法院裁定《2012年和平集会法令》条款中，将不向当局发出集会通知的行为定为违宪，这规定了警方的职责是确保和平集会顺利进行，而不是制造麻烦。塔基尤丁表示，在与警方进行多次讨论后，双方的合作非常良好，并强调伊斯兰党和国民联盟不会屈服于任何压制合法发声的企图。
在新闻发布会上，伊斯兰党青年团团长阿夫南哈米米表示，为了方便发音并吸引民众的注意，集会的名称被缩短为「倒安华集会」（Himpunan Turun Anwar），并指出集会目标是施压安华辞职，以拯救国家。针对安华政府声称此次集会旨在破坏国家稳定的声明，阿夫南哈米米称这是一种恐吓手段，反映出某些政党对民众声音的恐惧。他也邀请前经济部长拉菲兹南利出席该集会，以挑战后者是否有勇气公开表明反对安华的立场。
7月21日，霹雳州伊斯兰党宣布调动全州各地的机械和交通工具，以确保7月26日在吉隆坡举行的「倒安华集会」能够得到广泛参与。霹雳州伊斯兰党新闻处处长卡里尔·雅哈亚在声明中表示，此次集会是民众对首相安华领导的政府没有兑现竞选承诺和持续失职的愤怒信号，指出在安华领导下，国家经济没有发展起来，物价持续飞涨，社会补贴被取消，电费持续压垮人民。他亦表示，安华的司法诚信引起公众的严重质疑，并引用近期律师公会组织的集会在内的一系列活动作为例子。
7月22日，伊斯兰党宗教理事会（DUPP）主席兼波各先那国会议员阿末雅哈耶号召人民踊跃出席要求首相安华辞职的集会。他表示，希望关心国家未来的马来西亚人民都能参与有关集会，并指说出真相和反对暴政，是所有公民的道德与宗教责任。他批评安华没兑现承诺、未振兴经济，也未能稳定国家的管理。
7月24日，阿夫南哈米米在吉隆坡拉惹劳勿路（Jalan Raja Laut）的伊斯兰党总部举行的新闻发布会上表示，集会目的并非推翻整个政府，而是针对安华·依布拉欣个人，要求后者辞去首相职务。
7月25日，倒安华集会秘书处副主席兼土著团结党鹅唛实迪亚州议员希尔曼·伊德汉向《MalaysiaNow》媒体表示，根据国民联盟青年组织收到的数据显示，集参与人数将达到13万人，超过最初的目标，此次集会将表达民众对政府未能兑现改革承诺的愤怒。他指出，「倒安华大集会」提出超过15项主要诉求，包括要求首相安华·依布拉欣 辞职、机构改革、提高政府关联公司治理的透明度、《城市更新法》和近期的增税措施。前首相马哈迪、伊斯兰党主席哈迪阿旺和土团党主席慕尤丁亦联合为「倒安华集会」造势。
倒安华集会秘书处亦宣布，伊斯兰党为集会部署800名慈善部门人员，在整个活动期间提供安保服务并协助参与者，包括提供救护车和其他设备。集会参与者被要求穿着黑色服装，也禁止在集会携带儿童。倒安华集会秘书处指示，参与者被要求在四个主要地点集合，这些地点包括国家回教堂、崇光商场（Sogo）、占美清真寺、甘榜巴魯占美清真寺（Jamek Masjid Kampung Baru）和中央艺术坊。

### 安华挑战在野党提呈不信任动议
2025年7月21日，安华在首相署每月集会致辞时透露，他也已经通知国会下议院议长佐哈里，若有人提出相关动议，就允许程序进行。安华表示，如果在野党真的获得多数支持，他们可以按照议会民主制度的规定，向下议院提出不信任动议，并强调政府目前仍掌握三分之二的多数议席。他亦严厉警告称，任何挑战联邦宪法原则的行为，包括试图通过非法手段推翻政府，都是违法的。国会下议院议长佐哈里在3天后确认称，尚未接到任何将要提出的不信任动议。
土著团结党宣传主任莫哈末沙菲（Tun Faisal Ismail Aziz）表示，安华·依布拉欣的不信任动议应该在不受党鞭的限制下秘密地进行。莫哈末沙菲指出，安华不敢允许秘密不信任投票的动议，是因为后者知道政府内部阵营流传的「迪拜行动」让国民联盟获得了123名议员的支持，这可能会让安华丢掉首相职位，政府也可能会垮台。他呼吁人民将在2025年7月26日继续集会，要求安华下台辞职。
7月25日，伊斯兰党青年团团长阿夫南哈米米坦言，国民联盟没有足够的支持在议会提出对首相不信任动议，但朝着这个方向的努力仍在进行中。

## 措施

### 警戒工作及限制集会措施
2025年7月16日，内政部长赛夫丁纳苏迪安在内政部的例行发布会上宣布，马来西亚皇家警察将为集会参与者提供方便，以确保集会期间不携带危险武器，不发表任何破坏君主制或宗教和谐的言论，并确保儿童不参与集会。赛夫丁亦指出，联邦法院针对《2012年和平集会法令》违宪的裁决，给警方在制定安保措施方面带来一些困难。他表示，如果集会主办者仍然需要通知警方，就可以提前了解场地和预计的参与人数，方便警方部署人员，但现在不再要求事先通知的情况下，警方就必须全力调动所有可用资源来制定适当的安保策略。他还提醒集会主办方和参与者应遵守《2012年和平集会法令》的现行规定，否则如果警方采取行动，就不要声称人身权利受到侵犯。
7月18日，吉隆坡代理总警长莫哈末尤索夫（Mohamed Usuf Jan Mohamad）在吉隆坡警察总部举行的交接仪式后的新闻发布会上表示，警方特别部门预计将有1万至1.5万人参于7月26日举行的「倒安华集会」，参与者包括非政府组织、学生和普通民众，马来西亚皇家警察将部署2000多名警员和工作人员驻守集会主要地点，以维护公共安全并管理人群。他发出严厉警告，表示虽然宪法承认和平集会的权利，但警方将毫不犹豫地依法打击任何煽动骚乱的企图，尤其是在涉及敏感的「3R」（种族、宗教、王室）问题，并禁止集会参与者点燃照明弹或焚烧物品，也不能过度使用扩音器。
7月23日，吉隆坡代理总警长莫哈末尤索夫宣布，警方已收到60份与定于7月26日举行的「倒安华集会」相关的举报，再次提醒集会主办方和参与者在集会期间遵守现行法律法规。 莫哈末尤索夫并强烈建议，要求在集会期间不要采取携带尖锐或危险物品（例如刀具、铁棍、木棍），以及携带或燃放烟花、照明弹或烟雾弹。莫哈末尤索夫亦表示，警方在集会当天不会封锁任何道路，但会管理交通流量，并在市中心的15个火车站增派警力。

#### 相关反应
非政府组织人民之声批评，内政部长赛夫丁认为联邦法院废除《2012年和平集会法令》第9(5)条文的裁决削弱警方管理集会的能力。人民之声执行董事阿祖拉·纳斯隆（Azura Nasron）表示，内政部长赛夫丁的言论令人深感担忧，指出宪法赋予的集会权不能也不应该被警方的便利所左右，而赛夫丁的说法曲解了法院的判决，并夸大了其行动影响。阿祖拉亦驳斥赛夫丁关于法律要求提前通知的辩护，称「未通知不予刑事处罚并不意味着完全排除提前通知的可能性」，称该言论损害了公众对警方在维护宪法自由和有效协助集会能力的信心。另外，阿祖拉还批评赛夫丁关于组织者仍需根据《2012年和平集会法令》第11条获得场地所有者许可的声明，指出这与首相安华在2月份的人民讨厌贪污集会后宣布暂停该条款的声明相互矛盾，促请政府必须紧急澄清对第11条文执行情况的立场。

### 禁止公务员参与
马来西亚联邦政府首席秘书山苏阿茲里在参与玛拉理科初级学院（MRSM）的体育嘉年华的开幕议式上提醒公务员，应牢记每周的宣誓誓词，其中包括对君主和国家的忠诚。山苏阿茲里被问及有关公务员可能参与7月26日在吉隆坡举行的「倒安华集会」时表示，公务员不应参加有关集会，因为这种行为不符合《国家原则》中“忠于君国”的原则。
马来西亚全国公共及民事职工总会主席阿德南·马特（Adnan Mat）敦促公务员不要参与任何可能损害公务员形象和公众信任的集会或活动。阿德南·马特敦促，公务员保持政治中立，表示此举是因为公务员是国家行政稳定的支柱，必须始终展现专业、正直的态度，并遵守行为准则，为社会提供服务。他指出，任何偏离《国家原则》的各项原则的行为不仅会损害公务员的声誉，还可能扰乱国家行政体系的连续性。
马来西亚总检察署发布声明提醒公务员，连参与集会方面的宪赋权利受到法律指定的约束。总检察署指出，公务员必须遵守《2012年公务员（委任、升迁与服务终止）条例》以及政府不时发布的一般命令、通告和指令。声明中表示，在两套法规均规定中，公务员不得做出任何可能损害或败坏公务员声誉的行为，也不得发表任何可能令政府尴尬或受损的公开言论。马来西亚总检察长声明中亦表示，尽管《联邦宪法》第10(1)(a)条文与第10(1)(b)条文赋予每位公民言论与表达自由、和平集会、无武装集会的权利，但这些权利并非绝对的，而任何不遵守政府颁布的法规、一般命令、通告和其他指示的行为，都可能导致对公务员采取纪律处分。
雪兰莪州务大臣兼人民公正党雪兰莪主席阿米鲁丁沙利提醒雪州公务员不要出席7月26日在吉隆坡独立广场举办的「倒安华集会」。阿米鲁丁表示，他尚未就此次集会发布任何通告，但他建议公务员遵守公共服务规则。阿米鲁丁指出，虽然人民有权和平集会，但公务员需要更加谨慎，避免参与任何可能影响形象或影响公共利益行为的活动。阿米鲁丁对参加集会的雪兰莪州公务员是否会面临纪律处分的问题指出，他交由各部门负责人自行取决。

#### 相关反应
捍卫自由律师团（LFL）主任再益玛立（Zaid Malek）针对山苏阿茲里作出反应，表示山苏阿茲里的言论缺乏任何法律依据，违反《宪法》第10(1)(a)和(b)条保障关于言论自由权和和平集会权。再益玛立也批评山苏阿茲里宣称参加集会意味着公务员「不忠于君主和国家」是荒谬的。他表示，首相是民选官员，而非君主，首相权力由人民赋予，也可以由人民剥夺，而批评、异议和抗议是民主制度的一部分。再益玛立也呼唤所有公务员无视政府首席秘书发出的指令，并表示捍卫自由律师团将为因行使宪法权利而受到任何形式处罚的公务员提供协助。再益玛立也针对总检察长对公务员集会禁令的解释作出回应，表示总检察长办公室的声明「公然」违反《联邦宪法》，并在宪法第10(1)(a)和(b)条的适用问题上误导公众，指出该宪法条款保障言论自由与和平集会的权利，不能被政府命令、指令、承诺书或通告所剥夺。再益玛立指出，《2012年公务员（委任、升迁与服务终止）条例》以及总检察长所依据的其他文件并不属于允许的限制范围，因为该条例并非马来西亚国会通过的法律。再益玛立批评，总检察长错误地描绘首席秘书可以通过法规限制基本权利的形象是违法的，指出根据宪法第4(1)条，宪法是国家的最高法律，任何政府法规或辅助指令都不能推翻宪法。再益玛立亦指出，即使集会是反对政府，但发布新闻声明捍卫执政政府的利益并非总检察长的职责。
社会主义党署理主席阿鲁仄万抨击，政府对有意参加抗议活动的公务员发出的警告，将该行为与马哈迪政府时期对反政府示威活动的镇压相提并论。他对此预计称，继政府首席秘书和总检察长办公室之后，大学可能也会发出同样的警告，接着警察总监也发出警告，宣布此次集会为非法。阿鲁仄万认为，政府试图阻止民众参加7月26日的「倒安华集会」，只会适得其反。
祖国斗士党主席慕克里·马哈迪认为，公务员身为马来西亚人，有权通过和平示威表达对现任政府政治领导层的抗议，不应被误解成有违国家原则中的「忠君爱国」。他指出，安华近期的领导风格对任何批评采取零容度态度，并对批评者采取强硬手段，将使公务员惧怕参与7月26日的和平示威集会，并表示捍卫公务员的权利。
伊斯兰党亚娄区国会议员沙希淡卡欣质疑政府首席秘书三苏阿兹里对《国家原则》一窍不通，表示不理解《国家原则》哪一个条规禁止公务员出席和平集会，并强调《国家原则》不能背离联邦宪法。

### 政府预告援助措施
2027年7月14日，首相兼财政部长安华·依布拉欣在其官方脸书页面发布一则黑色人影剪影的图片，并以马来文写着
|  | Akan Datang, Suatu Penghargaan Luar Biasa Buat Rakyat Malaysia. Bersama Malaysiaku. 翻译：即将到来，献给马来西亚人民的非凡回馈。与我的马来西亚同行。 |

该图片同样发布在公共服务局的官站上，但帖文未透露具体内容。政府首席秘书山苏阿茲里随后表示，安华在面子书放出的“敬请期待”预告会是一项惊喜，而政府将在适当时机公布详情。7月19日，安华在槟城马来西亚理工大学（UiTM）分校出席活动时表示，财政部正加紧完善一项可迅速实施的提案，暗示政府有新的援助措施。7月22日，通讯部长法米法兹透露，安华将于7月23日早上10时半，向全国人民宣布一项“特别答谢人民”的措施。7月23日，安华正式公布'昌明'政府的援助措施
- - 1.根据全民生活援助（SARA untuk SEMUA），向18岁以上的大马公民发放一次性100令吉

- - 2.推迟10条高速公路的过路费上调

- - 3.RON95燃油价格降至每升1.99令吉

- - 4.9月15日宣布为额外的公共假期，以配合马来西亚日庆典。

- - 5.昌明慈悯销售（Jualan Rahmah MADANI）拨款加倍，并扩大覆盖地区和增加商品种类

#### 相关反应
吉打州务大臣沙努西表示，首相安华宣布多项为了压低民怨“回馈人民”的措施，旨在针对7月26日示威集会的政治手段，并讽刺指出，有关宣布只会让人民更方便出席倒安华集会。沙努西也提出质疑，指出这类型的措施，理应是在财政预算案时才宣布，但安华却选择提前公布。他亦强调，「倒安华集会」的目的是广泛地反映人民对政府施政不力的失望，而不是针对个别类型的措施。
土著团结党青年团宣传主任哈里斯·伊达汉·拉希德（Harris Idaham Rashid）表示，「倒安华集会」的举办促使了'昌明'政府采取减轻人民的负担行动。土著团结党青年团亦认为，这此援助声明是安华旨在扼杀「倒安华大集会」的势头，并指这些援助举措与政府之前关于定向补贴的政策不一致。
倒安华集会秘书处表示，这些举措不会影响民众对此次集会的支持，并将安华的惠民措施描述为「阻止民众参与的诱饵」。

### 夸大参与组织数量
2025年7月24日，国会反对党领袖韩沙再努丁在国会召开记者会表示，目前有太多问题导致人民对政府不满，他接触的一些公民组织，也表达了同样的情绪。韩沙再努丁指出，多个民间组织近期都曾与在野党会面，并表示当它们感到不满时，将促使它们参与集会。

#### 相关反应
净选盟、反贪污及朋党主义中心（C4）、民主与经济事务研究所（IDEAS）、安盛专案（Projek Sama）、社区传播中心（Pusat KOMAS）及国际透明组织马来西亚分会，共6个非政府组织在一份联合声明中解释，他们于7月1日与韩沙再努丁的会议并没有具体的议程，只是让他们有机会向国盟尤其是反对党领袖，提出制度改革建议，但并不意味着它们支持在野党的议程。联合声明亦表示，6个非政府组织拒绝参加「倒安华集会」，并指出它们目前要求的是政府承诺进行体制改革，而不是制造政治不稳定。

## 反应

### 政府对游行集会的反应
房屋及地方政府部长兼民主行动党署理主席倪可敏表示，国民联盟企图通过举办集会煽动群众以非选举方式推翻政府，而此举不仅打击国家稳定、吓跑投资、危及经济，更凸显出国盟不顾当今国际环境、不顾国家未来，只为夺权的自私本质。
首相兼财政部长安华·依布拉欣于7月24日在布城财政部大会上，提醒「倒安华集会」的组织者伊斯兰党，强调其领导的'昌明'政府不会受到示威活动的影响，并指反对派要求解散国会的时间还得等待两年后的选举。7月26日，安华在布城的一次活动采访上表示，由于集会主办方没有邀请他，他不会参加今天的集会。安华亦祝贺「倒安华集会」的参与者路途平安，并向警方、消防救援部门、医疗服务部门和志愿者，为确保集会顺利进行所做的努力表示感谢。
首相高级新闻秘书东姑纳斯鲁·阿拜达（Tengku Nasrul Abedah）在新闻直播上宣布，称首相安华已指示警方提供必要的合作，以协助伊斯兰党领导的示威活动。东姑纳斯鲁·阿拜达亦表示，首相呼吁所有参与示威活动的人以冷静、有序和负责任的方式进行，并指'昌明'政府的立场明确且始终颂扬民主和言论自由。
工程部副部长兼巫统笨珍区国会议员阿末马斯兰发出指令，禁止巫统和国阵成员参与7月26日在吉隆坡独立广场举行的倒安华集会，并指作为昌明政府的成员之一，参加由国民联盟组织的集会是不合适的。阿末马斯兰在出席笨珍县全国青年咨询理事会会议上表示，巫统不存在迫使安华卸任首相的紧迫因素，本届昌明政府是根据2022年11月24日达成的协议组建的，巫统和国阵成员必须继续遵守这一协议。他亦指出此类集会只会造成政治不稳定，并对国家经济产生负面影响。
农业部长兼国家诚信党主席莫哈末沙布强调，政府的领袖和支持者必须要团结一致，不要受到敌方阵营的政治压力影响，包括国盟举办推翻首相的集会。
内政部长赛夫丁纳苏迪安于7月26日表示，坚称政府尊重人民的集会自由，同时就在吉隆坡举行的集会批评反对派，表示在首相亲自挑战反对派提出不信任动议时，却在下议院保持沉默。赛夫丁于7月27日在吉打州的居林广场上参与军方庆典后向媒体表示，安全人员以专业和负责的态度履行职责，体现了昌明政府维护人民言论自由权的承诺。赛夫丁亦指出，当局没有收到任何集会的投诉，表明昌明政府维护联邦宪法赋予的和平集会权利，并表示交由反对派决定是继续通过集会表达诉求，还是专注于履行在野党阵营的责任。
投资、贸易及工业部副部长兼民主行动党依斯干达公主城国会议员刘镇东抨击，国民联盟在国会中占有重要地位，但反对派缺乏清晰的领导愿景，未能提出被视为值得认真考虑的替代方案。他表示，「倒安华集会」或许吸引了一些人群，但并未引起中间派或无党派选民的兴趣，而几乎所有参加集会的人都是伊斯兰党的核心支持者。他表示，国民联盟党可以选择成为一个建设性的在野党，例如在信心和供应等关键问题上进行合作，就像民主行动党在喜来登行动后的情况。

### 执政党对游行集会的反应
霹雳州务大臣兼霹雳州巫统主席沙拉尼莫哈末建议，霹雳州人民不应浪费时间参与7月26日在首都举行的「倒安华集会」，并表示此类集会不仅不会带来任何结果，而且还可能造成混乱，影响投资者对国家的信心。他指出，通过集会来推翻政府的文化并非良好的民主实践，反而会对国家的政治和经济稳定产生负面影响。与此同时，沙拉尼也质疑集会主办方的真实动机，指出集会并未关注民生议题。沙拉尼补充道，假设集会的目的是确保更换首相，那么人民需要意识到，没有其他任何联盟拥有足够的多数议席来组建新政府。
巫統最高理事卜艾·扎卡西预计，伊斯兰党于7月26日举办的「倒安华大集会」吸引30万人参加的目标并非不可能，称示威对于伊斯兰党的党员和支持者来说就像「鸦片」。他亦指出，由于伊斯兰党不敢在国会上提出对安华不信任动议，因此这次集会只是伊斯兰党借以炫耀实力的场合，但实际效果微乎其微。集会举办前夕，卜艾发文宣称集会不会迫使安华辞职，输家将是马哈迪和慕尤丁。卜艾贴文亦暗示，50万人的目标将给伊斯兰党带来巨大压力，因为集会的成功完全取决于伊斯兰党支持者的出席人数。他以安华在1998年挑战马哈迪下台的示威活动失败，以及2018年反ICERD大集會的成功作为案例，强调没有巫统的参与，这场集会很难产生重大影响。
柔佛州人民公正党青年团副团长莫哈末法依祖丁（Faezuddin Puad）表示，「倒安华集会」不应该被阻止，而举行和平集会是联邦宪法保障的人民权利，强调'昌明'政府的态度始终尊重那些希望表达意见并和平集会的人民的意愿。他举例，近期律师公会从司法宫游行到布城首相官邸的游行集会，以及沙巴反贪污集会中焚烧牌子的学生，都没有人受到处罚，也没有遇到任何阻碍。他补充称，只要集会和平进行，且沒有任何暴力与威胁行为，当局就没有理由采取严厉措施。
民主行动党副主席兼万宜国会议员谢瑞詹在社媒X平台质疑伊斯兰党指有50万出席者的说法，表示其收到较为实际的估算，大约是1万8000人至2万人之间，但他没有说明有关估算的根据，称重要的是集会权得到尊重。
人民公正党所属组织马来西亚青年正义力量巴生分部领导人沙鲁·阿德南（Mohamad Shahrul Adnan）引用马来西亚皇家警察的官方数据，称原定吸引50万人参加的集会，实际只有约1.8万人参加，表明反对派主办的「倒安华集会」已彻底失败。他表示，集会参与者人数证明人民不再被反对派散布的仇恨和诽谤的政治言论所吞噬，并认为如果反对派真的想更换首相，应该通过宪法渠道采取行动，而不是把街头变成政治舞台。
国大党署理主席沙拉瓦南提醒称，尽管印裔社群在「倒安华集会」出席率很低，但这并不意味着他们完全支持政府。沙拉瓦南表示，这次集会应该被视为对政府的早期警告，不要对当前局势过于安于现状。他亦补充称，出席人数并不能真正反映民意。
人民公正党巴西古当国会议员哈山卡林在社媒贴出一幅以「我向人民请罪」（kupohon maaf kepada rakyat）为题的自创诗词，表示以国会议员的立场向人民道歉，并在文中表示奋斗了25年才组成的政府，不应遗忘曾在反对党时期的初心以及承诺。他认为，有25,000人聚集在吉隆坡独立广场所进行的集会，是民众向政府表达愤怒的方式。在接下来的诗词中，他提醒由首相安华领导的昌明政府自我反省，一切仍有改进空间，以改善「弯曲」的事物，并指政府执政期间或许违背了一些承诺。哈山卡林认为，今天的政府或许没有想象的那么糟糕，但也不足以值得骄傲。在诗词结尾，他呼吁领导人回归诚实与真诚的价值观，像当年还未掌权时那样。
人民公正党宗教理解与强化局局长阿米迪·马南（Ahmed Abdul Manan）表示，从国内角度来判断，组织此次集会的动机似乎完全错误，质疑「倒安华集会」与西方议程有关。阿米迪还针对各种美国可能施压安华作出推论，指出随着特朗普第二次当选美国总统并推出的‘关税’政策，安华领导下的马来西亚正捍卫国家主权、安华公开批评以色列引起美国及其盟友的不安反应、安华展现自己是一位为巴勒斯坦而战的伊斯兰领袖引起全世界的关注、安华平衡与俄罗斯和中国关系的策略引起美国的警惕。阿米迪还援引《路透社》、《亚洲新闻台》和《彭博社》的报道，声称西方媒体的报道对安华的形象造成负面影响。

### 在野党对游行集会的反应
土团党总秘书长阿兹敏阿里宣布，土团党最高理事会（MPT）于7月15日的会议上一致决定支持由伊斯兰党推动的大型集会。阿兹敏表示，土团党将呼吁各级领导层和公众以和平的方式集会，为解除人民所受的暴政压逼而奋斗，从而捍卫联邦宪法与国家法律。
土著团结党青年信息主任哈里斯·伊达汉·拉希德（Haris Idahan Rashid）表示，土著团结党青年团将参加定于7月26日在吉隆坡举行的集会。他表示，此次集会旨在表达其反对政府经济政策的立场，并指这些政策引发B40和M40群体的强烈不满。
霹雳州土著团结党青年团主席兼贞德罗州议员赛益洛曼哈金表示，那些认为集会浪费时间的领导人（指霹雳州务大臣沙拉尼莫哈末），实际上是在担心失去自己的议席。他提醒称，民众走上街头的行动表明着已经对国家领导层失去耐心和信任，民众不会轻易被职位或宣传海报之类的‘糖果’收买的。他亦提出质疑，表示如果集会真的不受欢迎，为何当局还要阻止人们参与。
马来西亚民主联合阵线（MUDA）宣布不会阻止其党员参加7月26日在吉隆坡举行的「倒安华集会」。MUDA代理主席阿米拉艾莎在八打灵再也举行的新闻发布会上指出，MUDA并非集会参与者之一，但其党领导层尊重公众参与和平集会的权利。
民政党全国主席刘华才对昌明政府借贷超支表示不满，认为首相安华选择让政府融资来发放100令吉「特别奖金」予国民和落实每公升1.99令吉RON95汽油新价措施，看似在帮助人民，政府却为民粹政策肆意挥霍，导致国家债务飙升。他批评，安华对于如何提高和创造国民收入一直束手无策，在安华领导下，人民所得微薄，债务却越来越高，呼唤人民与国民联盟一同参与7月26日的「倒安华集会」。刘华才亦在其社媒发布民政党全体最高理事穿上「倒安华」黑色T恤的图片，宣告民政党准备参与即将举行的集会。
伊斯兰党宣传主任阿末法德里在社媒针对卜艾·扎卡西声称，伊斯兰党正在担心集会能否达到50万人数的声明作出回应，挑战巫统也组织示威活动，要求执行纳吉的附加法令。阿末法德里表示，「倒安华集会」若能有巫统党员和支持者参加，效果会更好，以揶揄巫统党内领导并没有真正争取纳吉的居家软禁。
印度人民党主席P普尼坦（P. Punithan）指出，有超过3000名印裔选民出席「倒安华集会」，以反驳集会参与人数不多的声称。他表示，印裔选民的参与证明对首相安华领导的昌明政府，在解决印裔选民问题上失去信心。P普尼坦强调，种族背景并非主要问题，所有参与者都怀有共同的目标，那就是敦促安华辞职。
民权共识党主席拉玛沙米对参与「倒安华集会」的种族构成作出评论，认为印裔社群对现任政府并不满意，但印裔民众也并非急于拥护在野阵营国民联盟。他批评印度人民党缺乏基层支持，指出国民联盟应该与拥有信誉并得到基层支持的真正印裔领导人接触，以为印度社群提出一份清晰、重点突出的宣言。印度人民党随后反批拉玛沙米与其民权共识党在印裔社群中缺乏真正的信誉。

### 民间对游行集会的反应
马来西亚北方大学（UUM）在一份声明以强硬的语气表示，他们拒绝参与任何可能引发不稳定并影响国家和谐的行为。UUM声明也谴责称，邀请学生参加带有挑衅性言论和党派议程的集会，不仅损害高等教育机构的形象，也损害学生作为精英群体的尊严。在另一份声明中，UUM也表示，他们支持由首相安华领导的民主原则、分阶段改革和‘马来西亚公民’（CIVIL Malaysia）的价值观。
马来西亚全国学生援助委员会（Majlis Perundingan Pelajar Kebangsaan - MPPK）在其官方台平宣布，其委员会不会派遣代表参与任何党派集会，包括定于7月26日在吉隆坡举行的「倒安华集会」，称此决定旨在维护MPPK作为一个独立、中立和开放平台的地位，不偏袒任何政治意识形态。与此同时，MPPK所属的马来西亚理科大学（USM）学生代表委员会也发表相同理由的文告，并指该校正处于学期末考试期，呼吁所有USM学生应该全神贯注考试。USM学生代表委员会也强调，他们尊重学生的多元化观点，包括在领导权问题和当前国家政策方面的观点，不反对学生通过和平、合法渠道进行表态。
马来西亚伊斯兰学生组织联盟（GAMIS）宣布全力支持将于7月26日「倒安华集会」。GAMIS主席阿扎穆丁·萨哈尔（Mohammad Azamuddin Sahar）对多个学生代表委员会建议学生不要参加「倒安华集会」的声明感到失望。阿扎穆丁·萨哈尔指出，该声明基于「尊重议会民主」和「谨慎发表意见」的理由，被视为一种将恐惧正常化的形式，并试图软化学生的声音，以维护学校的形象。他也强烈反对多所大学以《1971年大专法令》（AUKU）为理由，限制学生参与和平集会，指出学生代表委员会理应是学生的代言人，而不是政府的发言人，并表示《联邦宪法》第10条明确规定言论和集会自由的权利
赵明福民主促进会宣布，尽管赵明福的家人公开批评首相安华领导的政府，但他们不会参与由伊斯兰党和国民联盟组织的示威活动。赵明福民主促进会主席黄业华引用《孔子语录》一书中的话语来解释他们的立场，称「路不同者，不能共谋」。赵明福的妹妹赵丽兰随后在Facebook上贴文证实，他们已收到邀请参加7月26日的抗议活动，并在贴文中批评土团党兼国盟主席慕尤丁在过去担任政府官员的三年多以来，一直在迫害赵明福的家人，此时却突然寻求赵明福家人的支持是不合理的。
非政府组织半岛马来学生联合会（GPMS）主席法兹林·福齐（Fazreen Fauzi）表示，该组织从未授权任何政党在任何形式的宣传使用该组织的任何标识，并强调其未参与策划或支持「倒安华集会」。法兹林·福齐呼吁各方，尤其是学生继续专注自我发展和国家进步，而不是街头对抗。
非政府组织Mandiri执行董事阿米尔·哈迪（Amir Hadi）表示，「倒安华集会」出于政治性，在国民联盟以各种手段企图重返政府而闻名的情况下，该集会只会让其支持者表示欢迎，但对于摇摆不定的民众看起来只是一次仓促的夺权尝试。他指出，马来西亚人可能对现任政府感到失望，但也对可能造成更大危害的政治不稳定感到厌倦。阿米尔·哈迪亦表示，他出于上述原因没有参加集会，并指出国民联盟无法回答有谁将接替安华，只会让人无法信任他们。

## 行动

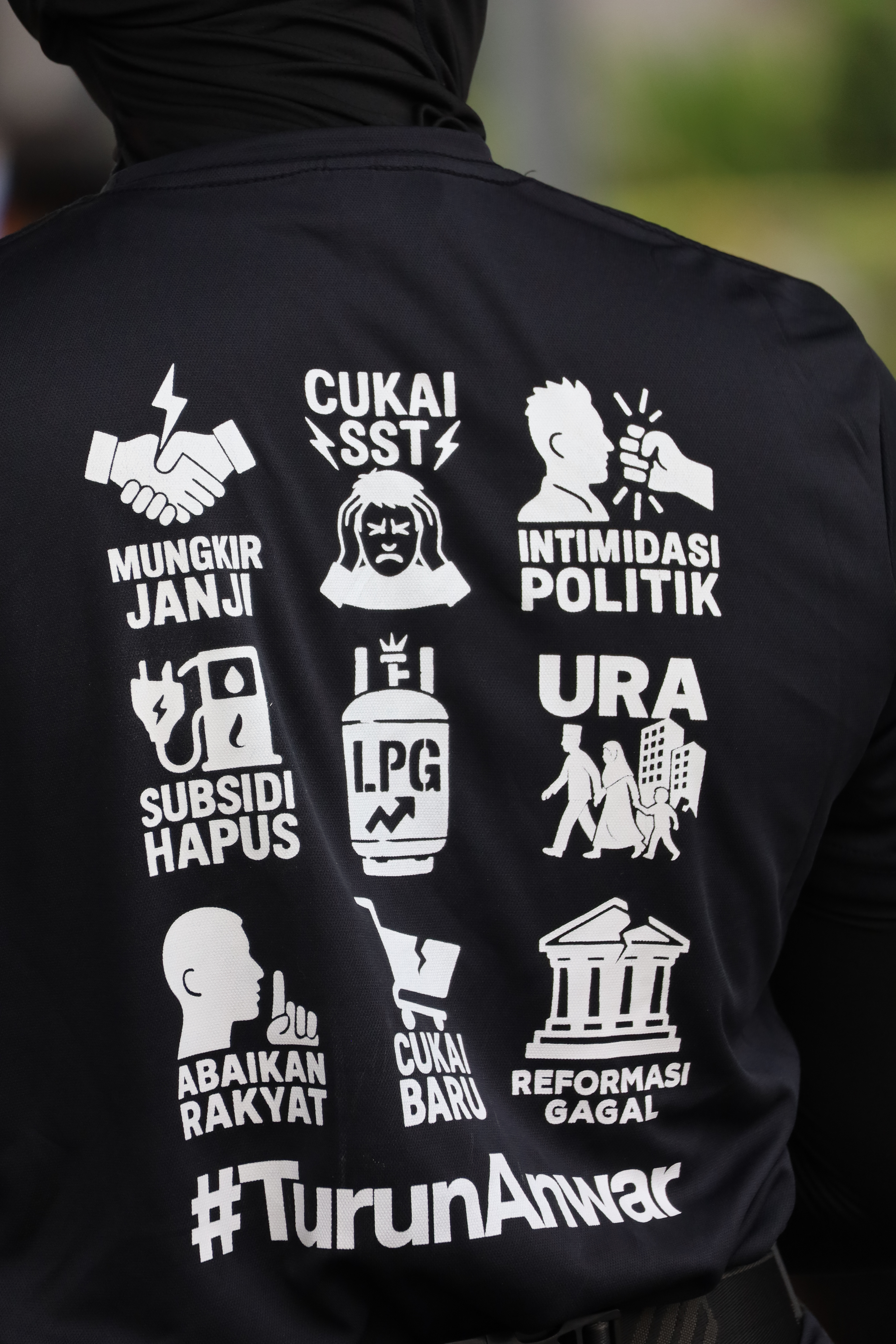
「倒安华集会」参与者身穿写着「TURUN ANWAR」字体的T恤，上面印着9项反对诉求和关注议题的图案

2025年7月26日上午11点左右，集会参与者开始在吉隆坡市中心的5个指定地点集结，分別是国家回教堂、崇光商场（Sogo）、占美清真寺、甘榜巴鲁占美清真寺（Jamek Masjid Kampung Baru）和中央艺术坊，以准备游行至独立广场，要求首相安华下台。另一方面，伊斯兰党志工团也在占美清真寺附近集结，占美清真寺轻快铁站附近，则有民防部队部署的救护车，以备不时之需。在中央艺术坊一带，集会参与者也陆续聚集，附近也有商家售卖「倒安华大集会」的T恤与周边商品。在独立广场附近的国家纺织博物馆前，联邦后备队在此待命。
中午12点左右，大约1000人在崇光商场前聚集。《自由今日大马》（FMT）报道称，一些参与者还带着孩子出席。伊斯兰党总秘书达基尤丁在崇光商场的现场向伊党志工团汇报情况，该志工团亦负责集会的人群管控。在警车驶过时，集会者纷纷高呼“pudin”，以嘲讽内政部长赛夫丁。在独立广场上，多名集会领袖站上临时搭建的舞台轮番演讲，人群高喊「安华下台」口号，伊斯兰党志工团也率领大约200名集会者朝独立广场迈进。达基尤丁也在崇光商场外提醒，参与者享有集会和言论自由的权利，这些权利受到《和平集会法令》和《联邦宪法》的保障，他感谢警方为此次集会提供便利并维持和平，并呼吁参与者若发现煽动暴力的人，就将其移交给警方，据警方估计，超过2000名集会参与者聚集在占美清真寺区域。

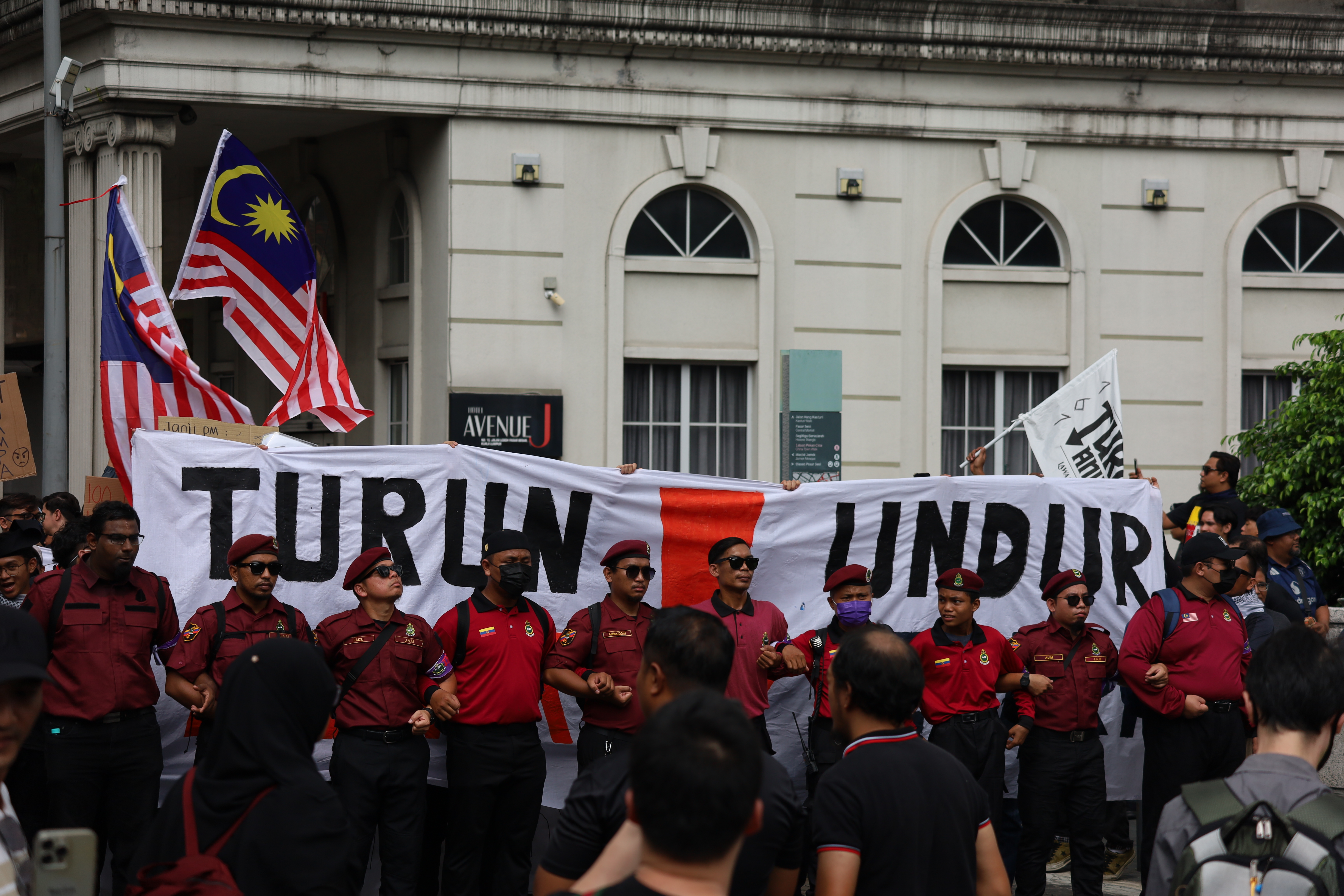
身穿红色制服的伊斯兰党志工团在控制人流，他们在集会中也充当着安保的角色。背后的参与者举着「TURUN UNDUR」标志的横幅和马来西亚国旗

下午1点左右，一支约500人的游行队伍开始朝向独立广场迈进，在伊斯兰党志工团与几名集会领袖透过扩音器带领群众高呼口号下，集会参与者在途径敦霹雳路时高喊「人民崛起」、「拒绝暴政」与「安华下台」等口号。在中央艺术坊方面，主要以青年居多，约200名集会参与者则高呼「拒绝行动党」（tolak DAP）的口号。大部分大学生都:手持大字报或横幅等示威物品，以示支持倒安华集会。在崇光商场（Sogo）附近，有逾2000名集会参与者聚集在东姑阿都拉曼路，其中包括从占美清真寺出发的集会参与者。在东姑阿都拉曼路上，部份摊贩沿路摆摊售卖饮料、印有「安华下台」字样的T恤、与vuvuzela喇叭。人群持续高喊「安华下台」、「除了安华谁都行」、「安华骗子」等口号。其他集合地点的人潮也在陆续走到独立广场，集会参与者在稍作休息与祈祷下，也等待其他集合地点的人潮汇集。
下午1点45分，在独立广场的集会参与者结束祈祷后，集会工作人员开始安排各方领袖上台演讲。第一名演讲者是沙巴伊党领袖阿里艾巴（Aliakbar Gulasan）。现场集会者亦高举安华超人形象的立牌，该立牌腰带印着”MR C”字眼，C意指为税务（Cukai），调侃安华是「税务超人」。在独立广场另一端，警方的骑兵队让长时间待在移动马厩的警用马匹在草场上遛马。在中央艺术坊，资深社运分子希山慕丁赖斯、伊斯兰党加埔国会议员哈丽玛阿里与土著权威组织主席赛哈山阿里（Syed Hassan Syed Ali）轮番上台演讲。在该演讲上，哈丽玛阿里向参加集会的学生表示祝贺，并指必须解决人民的不满。希山慕丁赖斯表示，只要安华继续担任首相，人民就会继续走上街头抗议，并批评安华允许马来西亚机场控股有限公司与以色列有关联的美国投资公司贝莱德的交易。赛哈山阿里指出，在就业岗位匮乏和高税收的背景下，他担心年轻人的未来，并声称安华辞职是解决人民面临的问题的唯一途径。

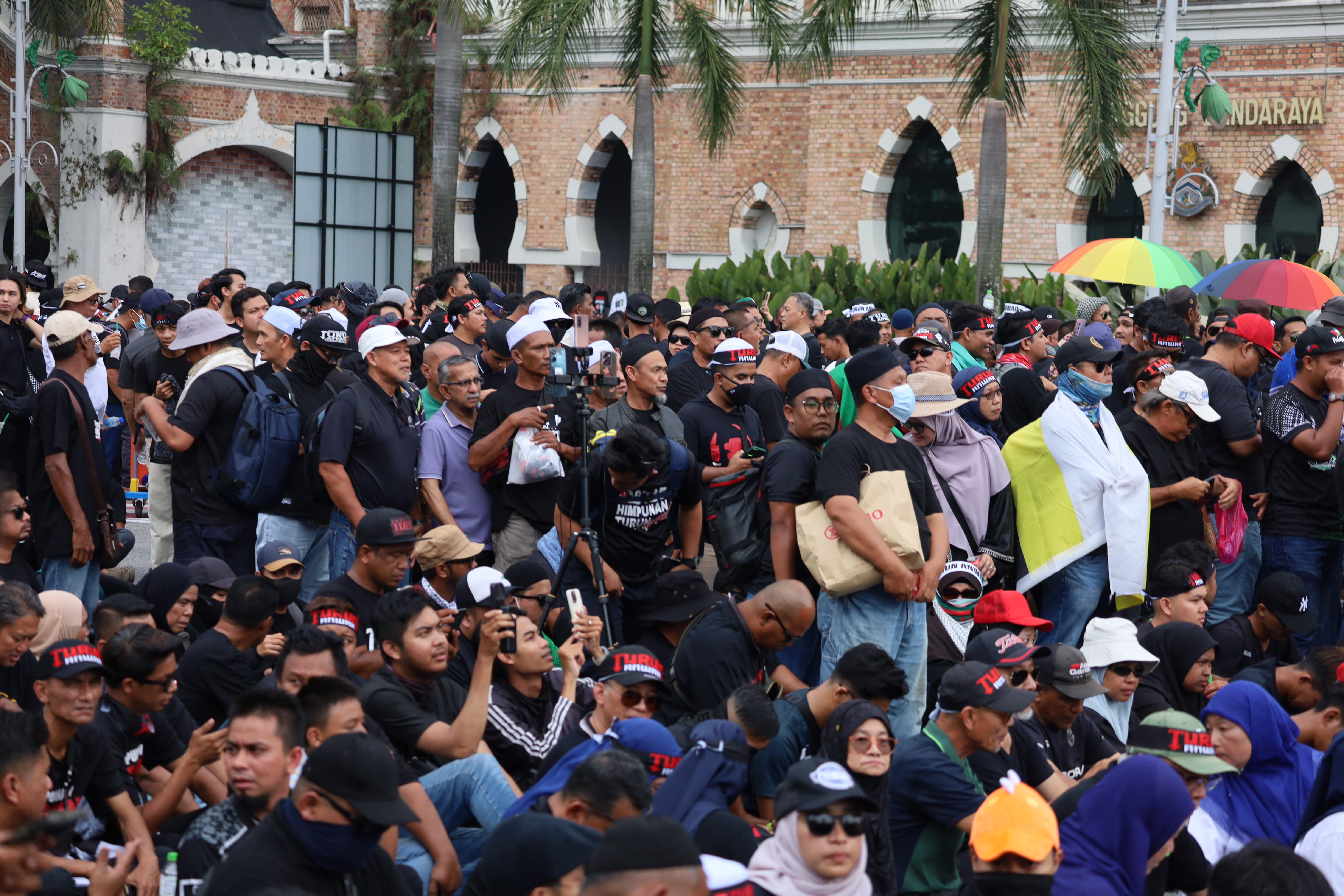
在苏丹阿都沙末大厦附近聚集的「倒安华集会」参与者

下午1点左右，在中央艺术坊的约1000人队伍开始游行前往独立广场，使独立广场已人满为患，现场参与者席地而坐，警方也派出无人机监控广场上的情况。
下午2点左右，在国家清真寺集合的集会参与者，开始出发前往独立广场。在崇光商场外，集会参与者的人数持续增加，约3000人的队伍也逐渐向独立广场行进，人群挥舞着各自州属的旗帜，包括彭亨州、登嘉楼州和玻璃市州的旗帜。警方估计，超过3500名参与者聚集在崇光百货，但集会参与者声称人数接近1万人。登嘉楼州政府行政议员哈纳菲亚·马特（Hanafiah Mat）向媒体《当今大马》指出，在崇光商场外聚集的登嘉楼人民全力支持集会，要求得到公平公正的治理，哈纳菲亚·马特亦敦促首相安华向登嘉楼州政府缴纳石油税。在独立广场上，集会参与者除了高呼要求安华下台并批评其领导能力外，也要求对前安华的前政治秘书法哈斯（Farhash Wafa Salvador）涉嫌参与沙巴矿业丑闻采取行动。在多个集会地点上，非政治组织马来西亚伊斯兰解放党（Hizbut Tahrir Malaysia）被发现向参与者派发宣扬「伊斯兰哈里发国」意识形态的传单。下午2点30分，警方开放先前设置的路障，允许数千名参加「倒安华集会」的参与者抵达独立广场，加入已经聚集在最终地点的人群。
下午3点左右，吉隆坡天气出现大雨情况，但不阻碍集会参与者在独立广场上的热情。包括律师哈尼夫卡特里（Haniff Khatri Abdulla）、土著权威党主席依布拉欣阿里、前巫统领袖依山加里尔、前法律部长扎益·依布拉欣和伊斯兰事务律师努莱妮·哈齐卡（Nurainie Haziqah）在内的多位演讲者继续发表热情洋溢的演讲。民政党全国总秘书黄佳祯带领人群用华语高呼口号，表示今天的集会并非针对某个特定的种族或宗教群体，而是针对整个马来西亚。土著团结党妇女组主席玛丝艾米雅蒂亦带领群众演唱模仿自流行儿童歌曲《ABCD》的曲调演唱「ABCDSST」，以揶揄首相安华落实扩大SST制度，导致百物上涨。土著团结党秘书长阿兹敏阿里和雪兰莪国盟秘书阿菲夫巴哈丁之后也带领其支持者加入聚集在该区域的其他参与者，使参与人数达到6000人。伊斯兰党宣传主任阿末法德里声称，「倒安华集会」的人数已超过50万，敦促支持者不要相信媒体的数字。后来因为在独立广场的雨势增大，警方批准集会主办方使用卡车作为临时舞台，由伊斯兰党志工团组成人链，负责护送卡车驶入主要集会区域。到下午3点40分，在独立广场上聚集的人数已达约15000人，同时警方阻止人们继续进入场地。 
下午4点左右，前首相马哈迪身穿印有《Turun Anwar》字体的T恤抵达独立广场的集会地点，得到吉隆坡市政局福利小组和伊斯兰党志工团的护送。土著团结党秘书长阿兹敏·阿里在舞台上发表演讲致辞，批评首相华是‘掠夺者’，强调人民已经厌倦安华的谎言。土团党州议员阿士拉夫巴德鲁联同朋友为人群演唱了一首名为《Turun Anwar》的歌曲。民政党主席刘华才亦在演讲中指出，集会成功逼迫安华·依布拉欣向人民派发100令吉援助金、将RON95油价降至每公升1令吉99仙和维持10条大道的过路费。马来西亚国会反对党领袖韩沙再努丁则高呼要求安华下台的口号，并表示人民正在遭受苦难，他们已经受够昌明政府的领导。

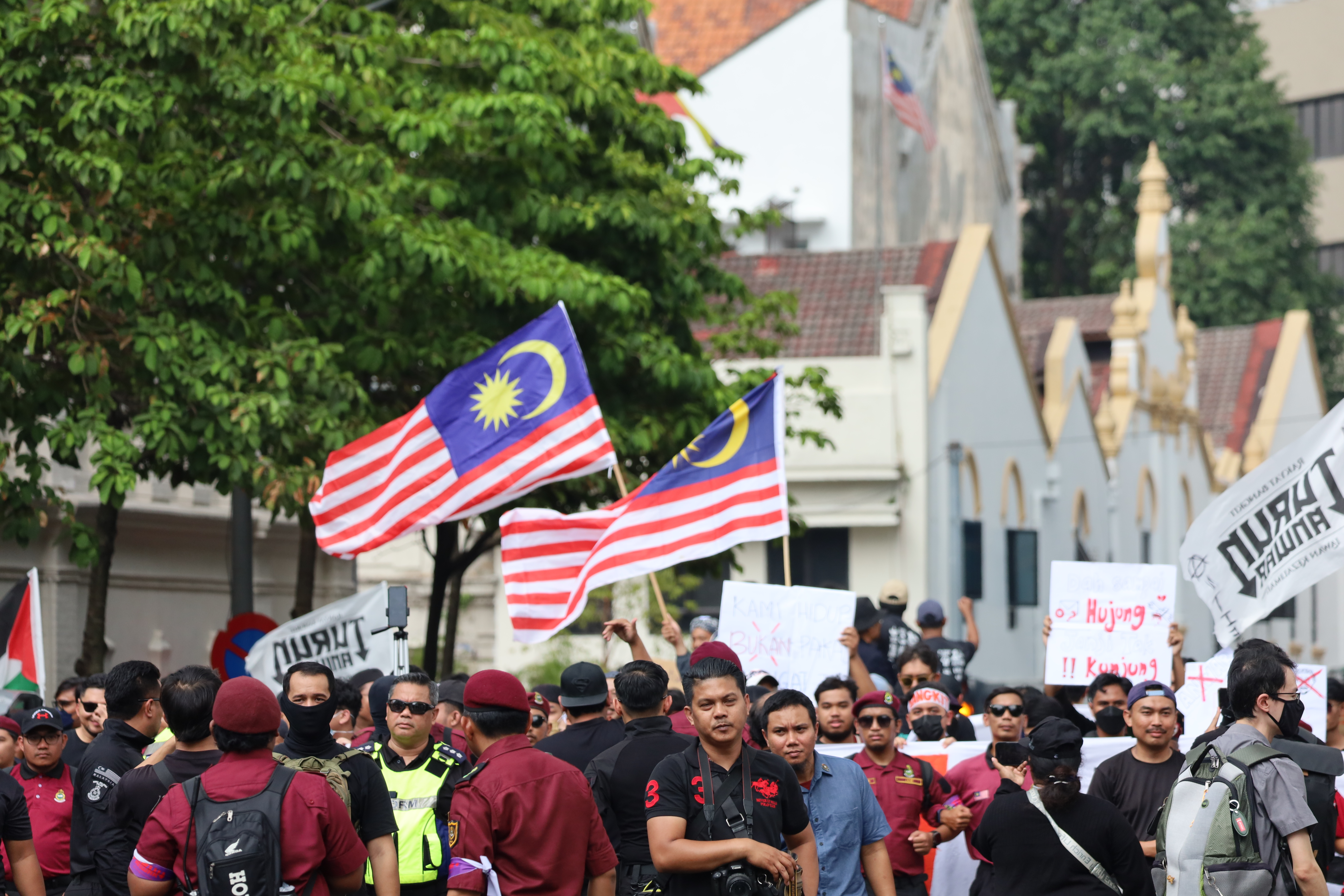
「倒安华集会」参与者举起《TurunAnwar》的标志和马来西亚国旗

下午4点30分，前首相慕尤丁抨击政府宣布向民众发放现金援助，坚称援助应该只提供给低收入人群，而不是所有人，并感叹政府逐步扩大SST应税商品清单，使有6000余种商品被征税，亦揶揄安华打击贪污的态度。前首相马哈迪在演讲时就白礁岛课题向政府提出挑战，表明自己无需免控权，强调若认为他有罪，可以把他带上法庭，交由法庭定夺，指责安华自封为假法官，未经司法鉴定下就判定他有罪。马哈迪亦指出，人民在昌明政府执政的两年多的时间里正在受苦，敦促安华辞去首相职位，甚至在演讲中模仿安华，引起现场众人捧腹大笑。马来西亚印度人民党 主席普尼坦（Punithan Paramsiven）表示，超过3000名印度裔民众参加此次集会，表示印度人对现任政府感到厌倦，要求首相安华·依布拉欣辞职。
下午5点15分，马哈迪结束致词后，大会安排宗教师率领群众祈祷，接着全体唱国歌，最后宣布集会圆满结束及解散。
下午6点左右，吉隆坡代总警长莫哈末尤索夫在现场召开记者会指出，警方估计共有1万8000人出席集会，并为参与者没有惹上任何麻烦表示感谢，称集会活动是和平进行的。马来西亚全国总警长莫哈末卡立发表声明表示，来自吉隆坡警察总部和武吉阿曼警局其他部门的共3000名警员已专业地履行职责，为此次集会提供便利。他亦指出，警方目前没有接到任何投报，集会以可控且和平的方式进行，没有发生扰乱公共安全的事件。

### 集会争执
伊斯兰党领袖努鲁伊斯兰（Nurul Islam Mohamed Yusoff）在社媒指控，根据警方与伊青团长阿南哈米米的会面协调，双方同意主办方不可驶入罗里，但可将舞台设备运入以搭建舞台。但警方干扰集会筹备工作，一名警员要求集会参与者拆除，甚至威胁充公设备。达基尤丁亦在接受《当今大马》访问时，批评警方阻拦主办单位架设舞台。
伊斯兰党青年团团长阿夫南哈米米在社媒上指出，在昨天凌晨3点30分时，警方告知他们，允许两辆四轮驱动车辆进入独立广场搭建舞台。当日上午10点，吉隆坡市政局发出指令，要求集会的主办者拆除在独立广场搭建的舞台。他批评称，警察与吉隆坡市政局先后向集会主办者发出不同的声明，质疑是否构成挑衅行为。
针对伊党指控阻扰主办单位架设舞台，吉隆坡代总警长尤索夫占（Usuf Jan Mohamad）澄清，该舞台没有向吉隆坡市政局提交任何正式申请，也不符安全标准。尤索夫占告诉记者，警方与主办单位原本的共识是允准他们使用两辆四轮驱动车充当演讲台。吉隆坡市政局也表示，他们已拆除集会主办方带来的帐篷和相关设备，并声明只有市政车辆才允许进入现场。

### 救助事件
吉隆坡消防救援局（JBPM）行动中心称，一名30多岁的女子在参加「倒安华集会」时，于下午4点在独立广场因低血糖出现呼吸困难，事后被紧急送往吉隆坡医院治疗

## 诉求

### 集会诉求
「倒安华集会」共提出近百条诉求，涵盖安华自2022年11月24日担任第10任首相以来的施政能力、个人品德等问题。
| 集会诉求                                                                                               | 参见                    |
| --- | ----------------------- |
| 要求安华·伊布拉欣辞去首相职位                                                                          | [ 111 ] [ 112 ] [ 113 ] |
| 第15届全国大选的承诺未能兑现                                                                           | [ 111 ] [ 112 ] [ 113 ] |
| 改革精神被背叛                                                                                         | [ 111 ] [ 112 ] [ 113 ] |
| 反对销售和服务税（SST）的扩大                                                                          | [ 111 ] [ 112 ] [ 113 ] |
| 公共教育和卫生被日益忽视                                                                               | [ 111 ] [ 112 ] [ 113 ] |
| 国民种族和宗教分裂                                                                                     | [ 111 ] [ 112 ] [ 113 ] |
| 担忧马来历史和文化被边缘化，以及围绕马来语和民族叙事作用的辩论                                         | [ 111 ] [ 112 ] [ 113 ] |
| 未具有实际行动捍卫巴勒斯坦问题                                                                         | [ 111 ] [ 112 ] [ 113 ] |
| 农业和食品业未能发展                                                                                   | [ 111 ] [ 112 ] [ 113 ] |
| 反对电费上涨                                                                                           | [ 111 ] [ 112 ] [ 113 ] |
| 未能降低人民的生活成本                                                                                 | [ 111 ] [ 112 ] [ 113 ] |
| 反对出售国家土地或马来保留地                                                                           | [ 111 ] [ 112 ] [ 113 ] |
| 未能改善经济低迷                                                                                       | [ 111 ] [ 112 ] [ 113 ] |
| 未能改善汇率低迷                                                                                       | [ 111 ] [ 112 ] [ 113 ] |
| 反对贪污行为受到保护                                                                                   | [ 111 ] [ 112 ] [ 113 ] |
| 反对选择性司法起诉                                                                                     | [ 111 ] [ 112 ] [ 113 ] |
| 反对沙巴州政府集体贪腐案上的司法处理和缺乏解释                                                         | [ 111 ] [ 112 ] [ 113 ] |
| 反对马来西亚濒海战舰丑闻上的司法处理和缺乏解释                                                         | [ 111 ] [ 112 ] [ 113 ] |
| 反对一个马来西亚发展有限公司丑闻上的司法处理和缺乏解释                                                 | [ 111 ] [ 112 ] [ 113 ] |
| 尽管安华指证马哈迪未能捍卫白礁岛主权，但以內阁基于当前情况与考量，决定不再追究，引起政府干涉司法的争议 | [ 111 ] [ 112 ] [ 113 ] |
| 针对前财政部长達因·再努丁的法律行动                                                                    | [ 111 ] [ 112 ] [ 113 ] |
| 公职人员任人唯亲                                                                                       | [ 111 ] [ 112 ] [ 113 ] |
| 首相不倾听诉求                                                                                         | [ 111 ] [ 112 ] [ 113 ] |
| 总检察长权力与检察官权力分离                                                                           | [ 111 ] [ 112 ] [ 113 ] |
| 政治献金法的实施                                                                                       | [ 111 ] [ 112 ] [ 113 ] |
| 强化马来西亚国会独立特别委员会的权力                                                                   | [ 111 ] [ 112 ] [ 113 ] |
| 对政府关联公司的政治干预                                                                               | [ 111 ] [ 112 ] [ 113 ] |

### 非集会诉求
在「倒安华集会」集会上，几名集会参与者从崇光商场（SOGO）游行至独立广场期间，举着一幅写着「韩沙当首相」（Hamzah For PM）的横幅，以表达对反对党领袖韩沙再努丁出任首相候选人的支持，部分集会参与者亦带来纳吉·阿都拉萨的海报和照片。这些并非代表集会的官方立场，而是怀念上届政府时代（经济被认为更加稳定的时期）的个人倡议。

#### 合照澄清
民权共识党主席拉玛沙米后来被发现与数名集会参与者出现在集会中「韩沙当首相」的横幅合照。民共党秘书沙迪斯（Satees Muniandy）随后表示，当时拍照下没有注意到横幅的内容，也不认识两名举起横幅的不明身份人士，直到照片在社交媒体上流传，才发现该横幅出现在合照中，澄清民共党的立场与该横幅无关，且不排除是一场有预谋的破坏行动，旨在干预在野党之间的团结与合作。

## 影响

### 纪律行动
2025年7月28日，吉隆坡代总警长莫哈末尤索夫（Mohamed Usuf Jan Mohamad）在吉隆坡州警察总部（IPK）举行的新闻发布会上表示，警方收到4份与「倒安华集会」相关的投告，其中一起涉及首相安华肖像的案件由分类犯罪调查组（USJT）处理，其余三起涉及无人机的相关案件已提交马来西亚民航管理局采取进一步行动。莫哈末尤索夫指出，武吉阿曼分类犯罪调查组正在根据《1948年煽动法令》第4（1）条文、《刑事法典》第504条文（蓄意侮辱及破坏公共安宁）、《1998年通讯及多媒体法令》第233条文（不当使用网络设备或服务）调查此案。
警方亦援引据《刑事法典》第506条文及《1998年通讯及多媒体法令》第233条文，向土著团结党青年团团长莫哈末希尔曼·依汉发出传召命令，以调查后者于7月29日参与一场声援被逮捕的集会参与者的示威活动的言论

### 政党纪律行动
2025年7月26日，巫统最高工作委员会（MKT）成员阿末马斯兰在巴眼士乃巫统区部代表会议后举行的新闻发布会上表示，巫统最高工作委员会正在审查其党员参与「倒安华集会」的指控，以确保任何巫统成员参与集会的合法性。巫统主席兼副首相阿末扎希亦在霹雳州劳勿区巫统代表会议后表示，少数巫统党员出席集会并不代表巫统的官方立场，而是会进行内部调查。他强调，作为团结政府的一部分，巫统坚定地支持和加强由首相安华·依布拉欣领导的昌明政府。

### 未来计划
2025年7月27日，土著权利组织主席赛哈桑·赛阿里（Syed Hassan Syed Ali）宣布，土著权利组织在参与「倒安华集会」后，马来非政府组织将再次聚集在一起，继续开展提高马来人意识的活动，将于明年8月在全国各州启动。赛哈桑·赛阿里也认为，「倒安华集会」的组织工作非常成功。
马来西亚德士联合会（Gabungan Teksi SeMalaysia-GTSM）主席兼人民公正党基层领袖卡玛鲁丁（Kamarudin Mohd Hussain）宣布，准备在9月27日发动「保住安华」反制集会，表达支持首相安华和其领导的昌明政府，并邀请首相华安的参与。
7月29日，土著团结党在金马警区总部外组织一场名为「拒绝煽动法之夜」（Solidariti Tolak Akta Hasutan）抗议活动，以抗议内政部长赛夫丁纳苏迪安下令逮捕参与「倒安华集会」的土团党两名基层领导人。

### 环境清洁
2025年7月27日，房屋及地方政府部长倪可敏在出席怡保一场签署仪式上发表演讲时指出，他对「倒安华集会」的参与者在集会现场随处乱扔垃圾的行为表示遗憾，并根据公共清洁机构提供的信息，表示集会参与者留下20吨垃圾。他随后在另一场主持移交政府资助学校拨款的仪式上，指出集会遗留下的垃圾达约2万公斤的垃圾。倪可敏也在社媒X平台连发两条帖文，声称「倒安华集会」留下将近20吨的垃圾，清洁工人被迫工作至深夜3点30分，清理首都周边的区域。倪可敏随后在国会下议院的回应指出，20吨垃圾散落在崇光百货、独立广场和茨厂街周围。

## 争议

### 司法调查
2025年7月28日，马来西亚全国总警长莫哈末卡立表示，警方已根据在国家清真寺附近的「倒安华集会」上「鞭打」首相安华肖像一案，逮捕两名分别为21岁和47岁的男子。于此同时，土著团结党波德申区部主席巴德鲁希山的代表律师莫哈末·拉菲克（Muhammad Rafique Rashid Ali）发文告指出，巴德鲁希山在下午大约2点30分在其住家遭到警方逮捕，以协助调查「倒安华集会」事件。莫哈末·拉菲克亦指出，巴德鲁希山原定于明天上午11点在武吉阿曼警察总部与调查人员会面，谴责警方的逮捕行动毫无必要。
7月29日，土团党青年信息主任哈里斯·伊达汉·拉希德（Harris Idaham Rashid）告知，土团党霹雳州分部的执行秘书弗尔坎·哈基米（Furqan Hakimi）和赛菲克·阿齐兹（Syafiq Aziz）被警方逮捕。哈里斯亦在同一声明上表示，因法庭驳回警方延长拘押令的申请，早前被拘留的巴德鲁希山与伊斯兰党成员伊赫万·沙菲克（Ikhwan Shafiq）于下午5点已获释。7月30日，哈里斯发文告知，警方提出将两名土团党员羁押4天的申请已被吉隆坡地方法院驳回，证明警方没有正当理由将两人还押，他们的获释是人民的「胜利」，并恳请当局终止这种形式的政治恐吓。7月31日，乌鲁冷岳土团党宣传主任莫哈末沙菲（Mohamad Shafiq Abdul Halim）证实，槟州伊斯兰青年团副团长哈菲兹（Muhammad Hafiz Alias Al-Baghoni）被警方传召问话。
8月11日，土著团结党青年团团长莫哈末希尔曼·依汉因参与7月29日为声援被逮捕的集会参与者「拒绝煽动法之夜」（Solidariti Tolak Akta Hasutan）示威活动上的言论，被警方分类犯罪调查组（USJT）援引《刑事法典》506条文（刑事恐吓）及《1998年通讯及多媒体法令》233条文，传召他到武吉阿曼警察总部协助调查。

#### 相关反应
柔佛州诚信党主席阿米诺胡达表示，在集会上鞭打与首相安华相似的肖像的行为，超出了伊斯兰教的道德和价值观的界限。阿米诺胡达强调，安华领导的昌明政府已经给予尽可能广泛的民主空间，包括允许和平集会，并声称反对派滥用这种自由，以不文明的方式煽动和羞辱国家领导人。他认为，谴责领导人是人民的权利，但必须以礼相待，基于事实和真诚的意图，而不是通过仇恨的象征来表达。
国际特赦组织马来西亚分会谴责马来西亚政府根据《煽动法令》、《刑事法典》、《通讯及多媒体法令》和《轻微罪行法》，并引用巴德鲁希山的逮捕指出，尽管安华政府声称坚持改革和宪法中言论自由的原则，但和平异议仍然被当局视为威胁。国际特赦组织马来西亚分会言论自由活动家奇兰·卡尔（Kiran Kaur）表示，当局援引《煽动法令》这类殖民时代的法律来逮捕和平示威者时，政府就不能自称尊重集会自由，这种矛盾不仅损害公众信任，也公然藐视马来西亚宪法保障的言论自由权。国际特赦组织马来西亚分会也呼吁华安政府停止使用《煽动法令》、《刑法典令》、《通讯与多媒体法》以及其他过时的法律来骚扰抗议者，并要求昌明政府必须立即承诺全面改革所有将和平言论定为犯罪的法律，并确保执法机构维护而非压制人民的权利。
捍卫自由律师团（LFL）主任再益玛立（Zaid Malek）指出，尽管昌明政府领导人自诩「允许」集会举行并维护民主，但集会参与者却因违反《煽动法令》而被捕，显示政府领导者的「民主声明」与迅速动用警力镇压异见之间，存在着奥威尔式的脱节，并指如果公众随后因行使言论自由和表达自由而被捕，集会自由权就变得毫无意义。再益玛立提醒，希望联盟民主行动党也曾经为其支持者使用纳吉阿都拉萨的小丑漫画进行辩护，以揶揄行动党在集会上行使言论自由而根据《煽动法令》被捕一事保持沉默，并认为使用肖像、横幅和漫画是公众示威活动中行使民主的一部分。
前首相兼国民联盟主席慕尤丁发文表示，当局对「倒安华集会」参与者使用《煽动法令》的行动违背安华在野党时期承诺不会动用该法令的原则，并称该法令过于严苛和残酷。慕尤丁强调，动用该法令的唯一目的是恐吓政治对手，限制人民的言论自由，并批评安华政府不仅没履行承诺废除煽动法令，反之继续沿用恶法。他呼吁警方不要继续屈服于政治压力，停止使用压制人民自由的行为。祖国斗士党新闻主任莫哈末·拉菲克·拉希德·阿里引用警方逮捕4名集会参与者的行动表示，安华领导的昌明政府未能履行其在野党时期就曾废除过时法律的承诺。莫哈末·拉菲克指出，接受调查人员的住所被多达30名警察包围，质问当局在拘留普通公民时，为何要采取仿佛面对恐怖分子的极端行动。他还质疑警方逮捕这些人的必要性，表示警方应该记录他们的口供，而不是拘留他们，并强调被逮捕的马来西亚公民都有抗议的权利。

### 倪可敏对集会的争议言论

#### 质疑集会人数与垃圾数量
2025年7月28日，房屋及地方政府部长倪可敏在国会下议院针对质疑「倒安华集会」参与者留下的20吨垃圾的说法，解释他是根据固体废物管理和公共清洁公司（SWCorp）的报告。倪可敏亦以强硬态度表示，他不会回应对SWCorp的数据提出质疑的人。
然而，在集会志愿者清理集会现场的照片在网上疯传和对倪可敏声称20吨垃圾的数字进行简单的计算后，与警方估算集会参与者只有约1万8000人的声明产生质疑。
伊斯兰党宣传主任兼巴西马国会议员阿末法德里抨击倪可敏的声明只是一种夸张且具有误导性的指控。他提出质疑指出，假设三分之一的参与者会扔垃圾，每人产生300克垃圾，集会参与人数肯定超过20万人。伊斯兰党本同国会议员阿旺哈欣称倪可敏的指控是谎言，要求提供证据证明集会参与者留下的垃圾确实有20吨。他引用警方称有1万8000人参与集会的数据指出，若有20吨垃圾，就等于每人留下10公斤的垃圾，认为垃圾数量与集会人数不符合逻辑。土著權威組織发文提出质问，指出许多人在参考警方的官方声明后，质疑倪可敏的言论，要求后者详细解释来自SWCorp的数据如何得出1万8000人产生20吨垃圾，并质疑该数据是否不公平地将扔在正确地方的垃圾都归咎于集会的参与者，强调任何声明或主张都必须有证据。民政党署理主席胡栋强抨击行动党部长倪可敏使出一贯抹黑伎俩，指出后者对集会参与人数报小数，却对垃圾数量大灌水。国会反对党领袖韩沙再努丁指出，若按照政府声称集会制造了20吨垃圾，每人平均丢弃100克垃圾推算，实际参与人数应达18万人，不止官方公布的1万8000人。

#### 误导集会参与者收钱论
网络上流传一段视频宣称，一名男子在巴士上向参与「倒安华集会」的每人派发200令吉。该视频证实是7月5日钓鱼比赛活动的赢家把部分奖金与他人分享的视频，与7月26日的「倒安华集会」无关。

房屋及地方政府部长倪可敏在怡保一场记者会上指出参与者有被误导及利用的可能性，并引用该视频宣称：
|  | 这段视频已广泛流传，许多人都已看到，他们声称是要推翻首相拿督斯里安华，但其实每人来参与集会就获得200令吉，视频也有，大家都看到了。 |

民政党全国主席刘华才挑战有关人士把相关证据提供给执法单位或者直接报案，并形容该指控是政府针对集会参与者的诬蔑性言论。民政党总秘书黄佳祯亦驳斥集会参与者存在现金补贴的情况，指出该影片是为了抹黑「倒安华集会」，试图营造集会是以金钱动员、堆砌人数的错误印象。民政党署理主席胡栋强抨击行动党部长倪可敏使出一贯抹黑伎俩，指出后者以社媒未证实的视频，指控集会参与者各获200令吉，要人民看轻和不屑参与者。

## 备注
1. ↑  部分巫统党员参与
2. ↑  允许党员自由参与
3. ↑  因不同媒体报道，参与者人数有不同的差异。
  - 网络媒体《当今大马》估算有25,000人
  - 大众媒体《中国报》估算有30,000人[1]
  - 网络媒体《SuaraTV》估算有50,000人[2]
  - 网络媒体《MalaysiaNow》估算有100,000人[3]
  - 伊斯兰党官方喉舌《哈拉卡 》截至下午3点估算有300,000人[4]
4. ↑  迪拜行动 (Langkah Dubai)：这是一个在马来西亚政治圈内流传的说法，指的是据称在迪拜策划的一次行动，旨在推翻安华政府并组建新政府[27][28]。莫哈末沙菲引用这一说法，旨在强调安华政府内部存在不稳因素，且在野党认为他们有足够的支持票。
5. ↑  与占美清真寺相隔数公里外的同名清真寺
6. ↑  在納吉時代，張念群、林冠英曾經推動類似的方法來揶揄GST政策。[104][105]